# Christian Darrisaw
Christian Darrisaw (Petersburg, 2 giugno 1999) è un giocatore di football americano statunitense che milita nel ruolo di offensive tackle per i Minnesota Vikings della National Football League (NFL).

## Carriera universitaria
Darrisaw si iscrisse a Virginia Tech ma fu assegnato dall'istituto alla Fork Union Military Academy per ragioni accademiche. Tornò a Virginia Tech nel 2018 e divenne titolare per gli Hokies. Nell'ultima stagione fu inserito nella formazione ideale della Atlantic Coast Conference.

## Carriera professionistica
Darrisaw fu scelto come 23º assoluto nel Draft NFL 2021 dai Minnesota Vikings. Saltò le prime quattro partite per un infortunio all'inguine e concluse la sua stagione da rookie con 12 presenze. di cui 10 come titolare.
Il 24 luglio 2024 Darrisaw firmò con i Vikings un rinnovo contrattuale quadriennale del valore di 113 milioni di dollari.